# Изенгьен, Луи де Ганд де Мерод де Монморанси
Луи де Ганд де Мерод де Монморанси (фр. Louis de Gand de Mérode de Montmorency; 16 июля 1678, Лилль — 16 июня 1767, Париж) — французский военачальник, маршал Франции.

## Биография
Сын Жана-Альфонса де Ганд-Вилена, 1-го князя Изенгьена и 2-го князя де Мамина, и Мари-Терезы де Креван д’Юмьер, внук Бальтазара-Филиппа де Ганд-Вилена и маршала д’Юмьера.
Граф Священной Римской империи, Мидделбурга, Мероде, Уаньи и Виандена, виконт города и шателении Ипра, Вааньи и Ледренгема, вольный барон Френца, Рассенгема, Круазия, Глажона и Варнетона, сеньор Ланнуа, Шастеллино, Воэстена, Шарлеруа и Меэн-сюр-Йевра.
Последний мужской представитель старшей линии Гентского дома, по преданию, восходящего к Вихману Саксонскому, потомком которого в XXIX колене был Луи де Ганд. Носил имена Ганд, Мерод и Монморанси в память о браке своего прадеда Филиппа-Ламораля де Ганд-Вилена с Маргеритой-Изабеллой де Мерод.
Поступил на службу в 1695 году мушкетером. В том же году участвовал в кампании во Фландрии, был при бомбардировке Брюсселя 13—15 августа 1695.
23 апреля 1696 получил патент, дававший право пользоваться герцогскими почестями (титул князя во Франции имел значение, только если его обладатель был иностранным подданным).
Комиссионом от 11 февраля 1697 получил полк валлонской пехоты Фамешона, которому дал свое имя. Командовал этим полком в составе Мозельской армии маркиза д’Аркура вплоть до заключения Рисвикского мира.
В 1702 году служил во Фландрской армии герцога Бургундского и маршала Буфлера, сражался с голландцами при Нимвегене 11 июня, затем был направлен в Германию под командование маркиза Виллара. Был при захвате Нойбурга 11 октября и в сражении при Фределингене 14-го.
В следующем году служил в Баварской армии маршала Виллара, участвовал во взятии Келя 9 марта. 2 апреля был произведен в бригадиры. В Первом Гохштедтском сражении командовал гренадерами, взял много пленных и несколько орудий. Отправленный осаждать Кемптен, он занял город 14 ноября, после чего внес вклад во взятие Аугсбурга, который принц Баденский покинул 14 декабря, не дожидаясь столкновения с французами.
В 1704 году Изенгьен действовал в составе Баварской армии маршала Марсена, был направлен для взятия замка близ Ульма, где захватил семьсот пленных. Отличился во Втором Гохштедтском сражении 13 августа.
В кампанию 1705 года служил в Мозельской армии маршала Виллара, державшей под ударом силы Мальборо. Прошел с двенадцатью батальонами в Ретельский лагерь на соединение с войсками маршала Вильруа, действовавшими во Фландрии.
23 мая 1706 под командованием Вильруа сражался в битве при Рамийи. Затем ему была поручена оборона Менена, взятого войсками союзников 21 августа.
В 1707 году служил во Фландрской армии герцога Вандомского, находившейся в обороне.
В 1708 году в частях Фландрской армии герцогов Бургундского и Вандомского участвовал во взятии Гента 5 июля, а 11-го сражался в битве при Ауденарде. Оборонял Гент, который союзники отвоевали 30 декабря.
20 марта 1709 произведен в лагерные маршалы, в кампанию того года служил во Фландрской армии маршала Виллара, участвовал в осаде Варнетона, павшего 4 июля. 11 сентября сражался в битве при Мальплаке.
В следующем году служил в той же армии под командованием Виллара и Монтескью, перешедших к обороне. В составе той же армии 12 июля 1711 атаковал и разгромил противника близ Арлё. В этой атаке участвовали граф де Гассьон и маркиз де Куаньи. 23 июля, под командованием Монтескью, он взял эту позицию, захватив 700 пленных.
В кампанию 1712 года во Фландрской армии Виллара он 24 июля атаковал укрепления Денена. Командовал левым крылом при осаде Дуэ, овладел равелином и путями сообщения. 8 сентября, после атаки, проведенной его частями, противник капитулировал. 4 октября участвовал во взятии Ле-Кенуа, 19-го — Бушена.
В 1713 году в составе Рейнской армии маршалов Виллара и Безона принимал участие в подчинении Шпайера, Вормса и Кайзерслаутерна, открывшего ворота без сопротивления. 22 июня французы осадили Ландау; Изенгьен отличился при атаке путей сообщения. Крепость капитулировала 20 августа. Затем армия переправилась через Рейн. Переправу оборонял генерал Вобонн, но его позиции была атакованы и захвачены 20 сентября. Изенгьен участвовал в осаде Фрайбурга и его замков. 1 ноября гарнизон покинул Фрайбург, цитадель и замки были принуждены к капитуляции 16-го.
В 1717 году Изенгьен распустил свой полк. 8 марта 1718 его произвели в генерал-лейтенанты.
3 июня 1724 года князь Изенгьен был пожалован в рыцари орденов короля, а 20 сентября, после смерти герцога де Мелёна, стал генеральным наместником Артуа. 
16 сентября 1725 года он добился губернаторства в Аррасе, вакантного после смерти маршала Монтескью. Этим он был обязан покровительству Луи-Анри де Конде, первого принца крови, и обязался выплатить вдове предшественника 40 тыс. экю, и положить ей ежегодный пенсион в 12 тыс. ливров.
С началом войны за Польское наследство Изенгьен 1 апреля 1734 был назначен в Рейнскую армию, участвовал в осаде Филиппсбурга, сражался в боях 10 и 24 июня, и 6 и 15 июля. Крепость капитулировала 18-го. 23 июля содействовал взятию Вормса.
1 апреля 1735 был назначен в Рейнскую армию маршала Куаньи, так и не принявшую участия в боевых действиях. С сорока батальонами его отрядили к Шпайеру, затем он соединился с основными силами у Трира, а вскоре было получено известие о перемирии.
11 февраля 1741 года в Версале князь Изенгьен был возведён в ранг маршала Франции.

## Семья
1-я жена (19.10.1700): принцесса Филиппина Луиза фон Фюрстенберг (6.05.1680—17.01.1706), дочь князя Антона Эгона фон Фюрстенберга и Мари де Линьи
2-я жена (19.03.1713): Мари-Луиза Шарлотта Пот де Род (ок. 1694—8.01.1715), дочь Шарля Пота, маркиза де Род, великого магистра церемоний Франции, и Анны-Марии Терезы де Симьян-Горд
3-я жена (16.04.1720): Маргерита Камилла Гримальди (1.05.1700—27.04.1758), дочь Антуана I Гримальди, князя Монако, и Марии де Лоррен-Арманьяк
Все браки были бездетными, и после смерти Луи де Ганда его титулы перешли к Гийому-Луи Камилю де Вилен де Ганду, последнему из линии маркизов д’Ам.